# Marce della morte dei prigionieri di guerra alleati (1944-1945)

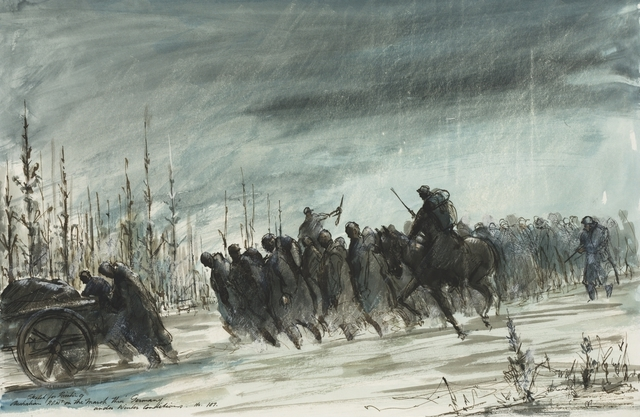
Un disegno di prigionieri di guerra australiani in marcia attraverso la Germania durante l'inverno 1944-45.

Le marce della morte del 1945 furono una serie di marce forzate avvenute in Europa durante le fasi finali della seconda guerra mondiale a cui furono obbligati migliaia di soldati alleati prigionieri di guerra dei tedeschi. Dei 257000 prigionieri di guerra alleati occidentali detenuti nei campi di prigionia militari tedeschi, oltre 80000 di questi furono costretti a marciare verso ovest attraverso Polonia, Cecoslovacchia e Germania in condizioni invernali estreme.
Questa serie di eventi è nota in vari modi: "La Grande Marcia verso Ovest", "La Lunga Marcia", "La Lunga Camminata", "Il Lungo Trek", "La Marcia Nera", "La Marcia del Pane" e "La Marcia della Morte attraverso la Germania", ma la maggior parte dei sopravvissuti la definì semplicemente "La Marcia".
Mentre l'esercito sovietico avanzava sul fronte orientale, le autorità tedesche decisero di evacuare i campi di prigionia per ritardare la liberazione dei prigionieri. Allo stesso tempo, centinaia di migliaia di rifugiati civili tedeschi, la maggior parte dei quali donne e bambini oltre ai civili di altre nazionalità, si stavano dirigendo a piedi verso ovest.
Tra queste marce, le maggiormente note sono:
- la marcia dallo Stalag Luft IV di Gross Tychow, in Pomerania, i prigionieri affrontarono un viaggio di 800 km sotto una bufera di neve attraverso la Germania, durante il quale morirono centinaia di persone;
- la marcia dallo Stalag VIII-B, nota come "Marcia della morte di Lamsdorf",[2] che fu simile alla più nota Marcia della morte di Bataan del 1942 in termini di tassi di mortalità.[3]
- la marcia dallo Stalag Luft III, dalla Slesia verso la Baviera.

## Motivazioni
Il 19 luglio 1944, Adolf Hitler emanò un ordine dal suo quartier generale a Wolfsschanze, 150 km a ovest dello Stalag Luft VI, "riguardante i preparativi per la difesa del Reich". L'ordine poneva la popolazione civile tedesca su un piano di guerra totale e dava istruzioni per i preparativi per l'evacuazione della "manodopera straniera" e dei civili dall'esercito sovietico in avanzata a est. L'articolo 6(a) richiedeva "i preparativi per il trasferimento dei prigionieri di guerra nelle retrovie". Ciò prolungò la guerra per centinaia di migliaia di soldati alleati, oltre a causare loro gravi difficoltà per la fame, le ferite e/o la morte.
Nelle ultime fasi della guerra, i prigionieri di guerra erano molto preoccupati per i motivi del loro trasferimento verso ovest. Si diffusero molte voci diverse e contrastanti, tra cui:
- Sarebbero stati trasferiti verso i campi di concentramento per essere uccisi, come vendetta per il fatto che i comandanti alleati avevano deliberatamente preso di mira i civili delle città, come nel caso del bombardamento di Dresda;
- Sarebbero stati trasportati con la forza fino alla morte per sfinimento, una pratica che era già stata usata dall'esercito giapponese;
- Sarebbero stati tenuti in ostaggio per gli accordi di pace, tra cui l'eventualità di una ridotta nelle Alpi. Questa affermazione fu sostenuta da Gottlob Berger, nominato comandante generale dei campi per prigionieri di guerra nel 1944. Berger dichiarò, durante il suo processo per crimini di guerra (1948), che Hitler aveva minacciato di giustiziare 35.000 prigionieri di guerra, a meno che gli Alleati non avessero accettato un accordo di pace. Allo stesso modo, il capo delle SS Heinrich Himmler aveva pensato a dei piani simili, incentrati sulla regione costiera del Baltico e aveva istituito un nuovo quartier generale in un castello sulla baia di Lubecca.[6]

## Principali vie di evacuazione verso ovest
Robert Schirmer era il delegato della Croce Rossa nel nord della Germania durante l'evacuazione dei campi per prigionieri di guerra. Il suo rapporto sulla situazione fu ricevuto a Londra e a Washington il 18 febbraio 1945. È probabile che abbia visto un gruppo di marciatori in Pomerania ed era quindi a conoscenza della situazione generale dei prigionieri di guerra in Germania.
Il suo rapporto descriveva tre principali vie di evacuazione usate dai prigionieri di guerra verso ovest:
- La "rotta settentrionale", che comprendeva i prigionieri di guerra dello Stalag XX-B, dello Stalag XX-A e dello Stalag Luft IV. Molti degli uomini dello Stalag Luft VI, il campo più vicino all'avanzata russa, furono trasportati allo Stalag XX-A in treno nel luglio 1944 e poi evacuati. Schirmer stimò che 100.000 prigionieri di guerra presero la via a nord. Andavano allo Stalag Luft IV a Gross Tychow, in Pomerania, poi via Stettino allo Stalag XI-B e allo Stalag 357 a Fallingbostel. Alcuni prigionieri furono fatti marciare verso Lubecca, ma per la maggior parte di loro Fallingbostel fu la destinazione finale. Il percorso prevedeva l'attraversamento del fiume Oder e dell'Elba.[N 1] Nell'interpretare la descrizione di Schirmer, Nichol e Rennell sottolineano che i vari gruppi di prigionieri di guerra erano distribuiti su un'area di oltre 1.300 km2, con alcuni ancora lontani sulle strade a ovest di Danzica: la marcia era quindi molto meno organizzata di quanto potesse sembrare a prima vista.[6]
- La "rotta centrale", che partiva dallo Stalag Luft 7 di Bankau, vicino a Kreuzburg in Slesia (oggi Polonia), passando per lo Stalag 344 (precedentemente noto come Stalag VIII-B) di Lamsdorf, fino allo Stalag VIII-A di Görlitz, per poi terminare allo Stalag III-A di Luckenwalde, 30 chilometri a sud di Berlino.
- La "rotta meridionale", dallo Stalag VIII-B (ex Stalag VIII-D) a Teschen (non lontano da Auschwitz) che conduceva attraverso la Cecoslovacchia, verso lo Stalag XIII-D a Norimberga e poi allo Stalag VII-A a Moosburg in Baviera.

La direzione del viaggio non era coerente. Un singolo gruppo a volte viaggiava in cerchio e finiva in un punto di sosta precedente; spesso procedeva a zig-zag. Charles Waite descrive il suo percorso come: Marienburg (Stalag XX-B), Neustettin (Szczecinek), Nuebrandenburg, Schwerin, in direzione di Lubecca deviando a sud verso Wittenberge, Stendal (dopo aver attraversato l'Elba ghiacciata), Magdeburgo, Halle (a nord di Lipsia), Luckenwalde, Bad Belzig, Brandeburgo, poi a est verso Potsdam e poi in direzione di Berlino. Waite stimò la distanza percorsa in 1.600 chilometri. Il confronto di questo percorso con la descrizione di Schirmer delle tre linee di marcia può suggerire che il suo gruppo iniziò sulla linea di marcia settentrionale e terminò su quella centrale.
Secondo Nichol e Rennell, la marcia forzata di migliaia di prigionieri di guerra alleati occidentali dallo Stalag Luft VI di Heydekrug, iniziata nel luglio 1944, fu la prima della serie di marce. I prigionieri di guerra furono portati allo Stalag Luft IV di Gross Tychow (un viaggio che comportava anche un viaggio di 60 ore in nave fino a Swinemünde), o allo Stalag XX-A di Thorn in Polonia (con parte della distanza coperta in treno).

## Le marce
I mesi di gennaio e febbraio del 1945 furono tra i più freddi del XX secolo in Europa, con bufere di neve e temperature scese fino a -25 °C. La maggior parte dei prigionieri di guerra era mal preparata per l'evacuazione, avendo sofferto anni di razioni scarse e indossando abiti inadatti alle terribili condizioni invernali.
Nella maggior parte dei campi, i prigionieri di guerra furono suddivisi in gruppi di 250-300 uomini e, a causa delle strade inadeguate e del flusso della battaglia, non tutti i prigionieri seguirono lo stesso percorso. I gruppi marciavano per 20-40 km al giorno, riposando in fabbriche, chiese, fienili e persino all'aperto. Ben presto lunghe colonne di prigionieri di guerra vagarono per la parte settentrionale della Germania con disponibilità quasi nulla in termini di cibo, vestiti, riparo o cure mediche.
I prigionieri dei diversi campi vissero esperienze diverse: a volte i tedeschi fornirono dei carri per coloro che non erano in grado di camminare. Raramente furono disponibili i cavalli, quindi le squadre di prigionieri di guerra trainavano i carri nella neve. A volte le guardie e i prigionieri diventavano dipendenti l'uno dall'altro, altre volte le guardie diventavano sempre più ostili. Attraversando alcuni villaggi, i residenti lanciavano mattoni e pietre, mentre in altri casi gli abitanti condividevano il loro ultimo cibo. Alcuni gruppi di prigionieri furono raggiunti dai civili tedeschi, anch'essi in fuga dai russi. Chi cercasse di fuggire o non riuscisse a continuare la marcia veniva fucilato dalle guardie. Chi aveva gli stivali intatti si trovava di fronte al dilemma se toglierli o meno durante la notte: se li lasciavano, potevano avere un piede da trincea; se li toglievano, potevano non riuscire a rimettere i piedi gonfi negli stivali al mattino o subire un congelamento. Peggio ancora, gli stivali potevano congelare o essere rubati. Con così poco cibo erano ridotti a scavare per sopravvivere. Alcuni si ridussero a mangiare cani e gatti - e persino topi ed erba - qualsiasi cosa riuscissero a procurarsi. Già sottopeso a causa di anni delle scarse razioni della prigione, alla fine alcuni avevano un peso corporeo dimezzato rispetto al periodo prebellico.
A causa delle condizioni insalubri e della dieta quasi da fame, centinaia di prigionieri di guerra morirono di malattia lungo il percorso e molti altri si ammalarono. La dissenteria era comune: secondo Robert Schirmer, l'80% dei prigionieri di guerra sulla linea di marcia settentrionale soffrì di questa malattia. I sofferenti avevano l'indegnità di sporcarsi mentre dovevano continuare a marciare, ed erano ulteriormente indeboliti dagli effetti debilitanti della malattia. La dissenteria si diffondeva facilmente da un gruppo all'altro quando questi seguivano lo stesso percorso e riposavano negli stessi luoghi. Molti prigionieri di guerra soffrivano di congelamento che poteva portare alla gangrena. Il tifo, diffuso dai pidocchi, era un rischio per tutti i prigionieri di guerra, ma ora era aumentato dall'uso di rifugi notturni precedentemente occupati da gruppi infetti. Alcuni uomini morirono semplicemente di freddo nel sonno.
A queste condizioni si aggiungevano i pericoli derivanti dagli attacchi aerei delle forze alleate che scambiavano i prigionieri di guerra per colonne di truppe tedesche in ritirata. Il 19 aprile 1945, in un villaggio chiamato Gresse, 30 prigionieri di guerra alleati morirono e 30 furono gravemente feriti (forse mortalmente) quando furono bombardati da un Typhoon della RAF.
Con l'approssimarsi della fine dell'inverno, le sofferenze per il freddo diminuirono e alcune guardie tedesche divennero meno dure nel trattamento dei prigionieri di guerra. Ma il disgelo rese inutili le slitte costruite dai molti prigionieri di guerra per trasportare gli indumenti di ricambio, le scorte di cibo accuratamente conservate e gli altri oggetti. Così, il percorso divenne disseminato di oggetti che non potevano essere trasportati. Alcuni scartarono persino i loro cappotti, sperando che il tempo non tornasse a essere freddo. Quando le colonne raggiunsero la Germania occidentale, si imbatterono nell'avanzata degli eserciti alleati occidentali: per alcuni fu la liberazione, mentre per altri non fu così. Furono fatti marciare verso il Mar Baltico, dove si diceva che i nazisti usassero i prigionieri di guerra come scudi umani e ostaggi.
È stato stimato che un gran numero di prigionieri di guerra abbia marciato per oltre 800 km al momento della liberazione, e alcuni avessero camminato per quasi 1.500 km. Il neozelandese Norman Jardine ha spiegato come, una volta liberato, il suo gruppo di prigionieri di guerra ricevette un revolver da un ufficiale dell'esercito americano e gli fu detto di sparare a tutte le guardie che li avessero trattati ingiustamente. Ha dichiarato: "L'abbiamo fatto!".
Il 4 maggio 1945 il Bomber Command della RAF mise in atto l'operazione Exodus e i primi prigionieri di guerra furono rimpatriati per via aerea. Il Bomber Command effettuò 2.900 missioni nei 23 giorni successivi, trasportando 72.500 prigionieri di guerra.

## Numero di decessi
Il numero totale di prigionieri di guerra statunitensi in Germania era di circa 93.000-94.000 uomini e le fonti ufficiali affermano che 1.121 di questi morirono. Il totale di prigionieri dal Commonwealth britannico era di circa 180.000 persone e, sebbene non esistano registri precisi, ipotizzando un tasso di mortalità simile, il numero di morti sarebbe di circa 2.200 persone. Pertanto, secondo un rapporto del Dipartimento degli Affari dei Veterani degli Stati Uniti d'America, quasi 3.500 prigionieri di guerra statunitensi e del Commonwealth morirono a causa delle marce. È possibile che alcuni di questi decessi siano avvenuti prima delle marce della morte, ma le marce avrebbero causato la maggior parte delle vittime.
Nichol e Rennell, dopo dettagliate indagini presso le autorità britanniche, hanno concluso che non esistevano dati consolidati sulle morti dei prigionieri di guerra britannici e del Commonwealth. Sono solo in grado di avanzare una "ipotesi" di 2.500-3.500 morti tra i prigionieri di guerra americani, britannici e del Commonwealth durante le marce Altre stime variano notevolmente,  una rivista per ex prigionieri di guerra che stima in 1.500 il numero di morti della sola marcia di Gross Tychow. Un alto funzionario dell'YMCA, strettamente coinvolto nei campi per prigionieri di guerra, ha stimato in 8.348 il numero di morti fra i prigionieri di guerra del Commonwealth e degli Stati Uniti tra il settembre 1944 e il maggio 1945.
Il sito web della Commonwealth War Graves Commission permette di farsi un'idea del tasso di mortalità dei prigionieri di guerra. I caduti della Marcia di cui si conosce la tomba sono stati per lo più sepolti nei grandi cimiteri di guerra in Germania. Nei cimiteri lontani dalla linea di avanzata delle truppe del Commonwealth, i caduti dell'esercito (e non dell'aviazione) dal gennaio 1945 in poi hanno un'alta probabilità di rappresentare i prigionieri di guerra morti durante la Marcia. I nomi dei prigionieri di guerra senza tombe conosciute si trovano sui monumenti commemorativi della campagna, come il Memoriale di Dunkerque, e la data di morte suggerisce se sia avvenuta o meno durante la Marcia. I caduti dell'esercito nel 1945 sepolti nel cimitero di guerra di Durnbach, nel cimitero di guerra di Berlino 1939-1945 o che compaiono sul memoriale di Dunkerque sono in totale 469; questo dato deve escludere il personale della RAF e della Marina, i prigionieri di guerra sepolti in altri cimiteri o quelli con tombe sconosciute fatti prigionieri in altre campagne. Questo dato può essere coerente con il totale stimato di 2.200 persone.

## Responsabilità delle marce
Il generale Gottlob Berger fu arrestato e processato nell'ambito del processo ai ministri del 1947. Nel 1949 ci fu un tentativo di attribuire a Berger la responsabilità delle marce, l'atto d'accusa recitava:
Berger si difese sostenendo che fosse in realtà dovere dei tedeschi, in base alla Convenzione di Ginevra del 1929, rimuovere i prigionieri di guerra da una potenziale zona di combattimento, a patto che ciò non mettesse le loro vite ancora più in pericolo. Ha inoltre affermato che la rapida avanzata dell'Armata Rossa aveva sorpreso i tedeschi, che avevano pianificato di trasportare i prigionieri di guerra in treno. Dichiarò di aver protestato contro la decisione presa da Hitler. Secondo Berger, egli non aveva "il potere o l'autorità di annullare o evitare l'ordine".

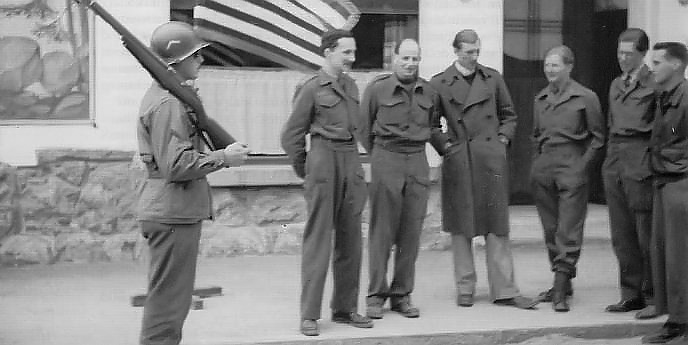
Membri del Prominente fuori dall'Hungerberg Hotel il 5 maggio 1945, poco dopo il loro rilascio. Da sinistra a destra: John Elphinstone, Max de Hamel, Michael Alexander, uno sconosciuto, George Lascelles e John Winant Jr.

Fu assolto grazie a queste dichiarazioni e alla mancanza di prove oculari: la maggior parte degli ex prigionieri di guerra era completamente all'oscuro del processo in corso. Nel 1949, Berger fu condannato per il suo ruolo nel genocidio degli ebrei europei e condannato a 25 anni di carcere. La pena fu ridotta a 10 anni nel 1951 grazie al suo rifiuto di uccidere i "Prominente" (un gruppo di importanti ufficiali alleati o di alto rango), detenuti nell'Oflag IV-C (Castello di Colditz), nonostante gli ordini diretti di Hitler. Aveva aiutato questi prigionieri a fuggire, trasferendoli in Baviera e poi in Austria, dove li incontrò due volte prima che fossero restituiti alle forze americane. Berger affermò di aver salvato i Prominente dal capo della Gestapo Ernst Kaltenbrunner.
Berger fu rilasciato nel 1951 e morì nel 1975.

## Cronologia delle evacuazioni dei prigionieri di guerra

### 1944
- 13 luglio 1944 - Inizia l'evacuazione dello Stalag Luft VI da Šilutė (Heydekrug) in Lituania verso lo Stalag Luft IV a Gross Tychow, con una marcia forzata e un viaggio di 60 ore in nave fino a Swinemünde, oppure con una marcia forzata e un treno bestiame verso lo Stalag XX-A a Thorn in Polonia.
- 24 dicembre 1944 - I campi di lavoro per prigionieri di guerra vicino a Königsberg (oggi Kaliningrad) vengono evacuati.
- 27 dicembre 1944 - aprile 1945 - I prigionieri di guerra dello Stalag VIII-B (ex Stalag VIII-D) di Teschen iniziano la loro marcia forzata attraverso la Cecoslovacchia, verso Dresda, poi verso lo Stalag XIII-D di Norimberga e infine verso lo Stalag VII-A di Moosburg in Baviera.

### Gennaio - marzo 1945
- 12 gennaio 1945 - l'Armata Rossa lancia l'offensiva in Polonia e in Prussia orientale.
- 19 gennaio 1945 - inizia l'evacuazione dallo Stalag Luft 7 di Bankau, vicino a Kreuzberg, in Polonia - 1.500 prigionieri vengono fatti marciare a forza e poi caricati su carri bestiame e portati allo Stalag III-A di Luckenwalde, a sud di Berlino. Evacuazione del gruppo di lavoro 344 a (Piaski), parte dello Stalag VII-B, i prigionieri iniziano la marcia a piedi.
- 20 gennaio 1945 - Inizia l'evacuazione dello Stalag XX-A a Thorn, in Polonia.
- 22 gennaio 1945 - Lo Stalag 344 di Lamsdorf, in Slesia, viene evacuato.
- 23 gennaio 1945 - inizia l'evacuazione dello Stalag XX-B di Marienburg, Danzica.
- 27 gennaio 1945 - febbraio 1945 - inizia l'evacuazione dallo Stalag Luft III, Sagan, verso lo Stalag III-A a Luckenwalde, 30 km a sud di Berlino, o verso Marlag und Milag Nord, vicino a Brema, o verso lo Stalag XIII-D, vicino a Norimberga, poi verso lo Stalag VII-A vicino a Moosburg, in Baviera.
- 29 gennaio 1945 - Lo Stalag II-D Stargard (oggi Stargard Szczeciński, Polonia) viene evacuato. Quasi un migliaio di uomini si sono messi in formazione a fatica. Erano presenti circa cinquecento russi, duecento francesi, cento americani e venticinque canadesi. I prigionieri di guerra furono messi in marcia forzata lungo il percorso settentrionale, passando per Stettino e arrivando allo Stalag II-A di Neubrandenburg il 7 febbraio 1945.
- 6 febbraio 1945 - marzo 1945 - L'evacuazione dallo Stalag Luft IV di Gross Tychow, in Pomerania, inizia una marcia forzata di 86 giorni verso lo Stalag XI-B e lo Stalag 357 di Fallingbostel. Molti prigionieri furono poi fatti marciare da qui alla fine della guerra verso Lubecca.
- 8 febbraio 1945 - Lo Stalag VIII-C di Sagan viene evacuato. I prigionieri di guerra vengono fatti marciare attraverso la Germania verso lo Stalag IX-B vicino a Bad Orb, dove arrivano il 16 marzo.
- 10 febbraio 1945 - Lo Stalag VIII-A di Görlitz viene evacuato.
- 14 febbraio 1945 - squadriglie di bombardieri del Commonwealth e degli Stati Uniti attaccano Dresda.
- 19 marzo 1945 - Hitler emette il Decreto Nerone.

### Aprile - maggio 1945
- 3 aprile 1945 - Lo Stalag XIII-D di Norimberga viene evacuato.
- 6 aprile 1945 - Vengono evacuati lo Stalag XI-B e lo Stalag 357 di Fallingbostel.
- 16 aprile 1945 - Viene liberato l'Oflag IV-C (Castello di Colditz).
- 16 aprile 1945 - I prigionieri di guerra rimasti a Fallingbostel vengono liberati dalla Seconda Armata britannica.
- 17 aprile 1945 - Il campo di concentramento di Bergen-Belsen viene liberato.
- 19 aprile 1945 - Una colonna di prigionieri di guerra viene attaccata da aerei alleati a Gresse, causando 60 vittime.
- 22 aprile 1945 - Lo Stalag III-A di Luckenwalde viene liberato dalle forze sovietiche.
- 27 aprile 1945 - Le forze americane e sovietiche si incontrano sul fiume Elba.
- 29 aprile 1945 - Lo Stalag VII-A di Moosburg viene liberato dalla Terza Armata statunitense di Patton.
- 30 aprile 1945 - Berlino cade in mano all'Armata Rossa e Hitler si suicida.
- 4 maggio 1945 - Le forze tedesche si arrendono nella brughiera di Luneburgo.
- 10 maggio 1945 - Gli ultimi prigionieri di guerra evacuati dallo Stalag 357 / Stalag XI-B di Fallingbostel vengono liberati.
- 12 maggio 1945 - L'Armata Rossa libera i prigionieri di guerra del Commonwealth e degli Stati Uniti nello Stalag III-A di Luckenwalde.